# Asbest
Asbest (AS) (altgriechisch ἄσβεστος asbestos, deutsch ‚unvergänglich‘; historisch auch als Bergflachs, Amiant, Ferderweiß oder Baumwollstein bezeichnet) ist eine Sammelbezeichnung für verschiedene natürlich vorkommende, faserförmige kristallisierte Silikat-Minerale, die nach ihrer Aufbereitung technisch verwendbare Fasern unterschiedlicher Länge ergeben. Die Faser des Magnesio-Riebeckits oder Krokydoliths aus der Gruppe der Hornblenden (auch Blauasbest genannt) ist bläulich, die Faser des Chrysotils (Serpentingruppe) ist weiß oder grün. Weitere zum Asbest zählende Minerale sind Grunerit (Amosit, Brauner Asbest), Anthophyllit und Aktinolith. Chrysotil, auch Weißasbest genannt, fand die technisch weitaus breiteste Anwendung, zum größten Teil als Armierungsfaser in Asbestzement.
Asbest wurde auch „Wunderfaser“ genannt, weil er eine große Festigkeit besitzt, hitze- und säurebeständig ist, hervorragend dämmt und die Asbestfasern zu Garnen versponnen und diese verwebt werden können. Mit diesen Voraussetzungen konnte sich Asbest in der Werftindustrie für die Schifffahrt, in der Wärmedämmung, der Bauindustrie, der Autoreifenindustrie und für Textilien im Bereich des Arbeitsschutzes und der Filtration durchsetzen. Aufgrund der inzwischen eindeutig festgestellten Gesundheitsgefahren, die von Asbest ausgehen, ist der Einsatz heute in vielen Staaten verboten, unter anderem in den USA (für bestimmte Anwendungen erlaubt), der EU und der Schweiz (seit 1990). Heute steht meist die Entsorgung im Vordergrund.

## Asbestminerale

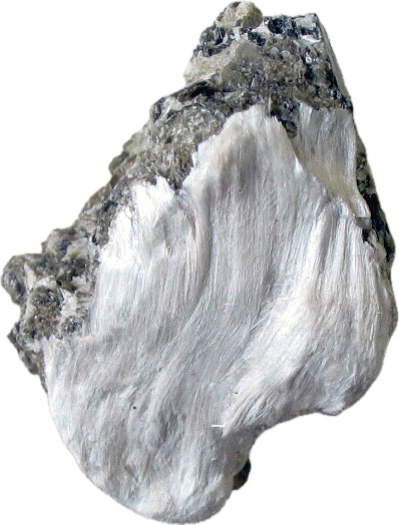
Tremolit-Asbest auf Muskovit

Asbestartige Minerale kommen in zwei feinfaserigen silikatischen Mineralgruppen vor, die wie folgt kategorisiert werden:
| Asbestgruppe    | Mineralnamen                                 | Summenformel             | Trivialname | Bemerkungen                                     |
| --------------- | -------------------------------------------- | ------------------------ | ----------- | ----------------------------------------------- |
| Serpentingruppe | (Klino-)Chrysotil                            | (Mg,Fe,Ni)3Si2O5(OH)4    | Weißasbest  | die industriell am meisten verwendete Asbestart |
| Amphibolgruppe  | Grunerit / Ferro-Anthophyllit / Mysorit      | Fe7Si8O22(OH)2           | Braunasbest | „Amosit“                                        |
| Amphibolgruppe  | Riebeckit / Krokydolith / Magnesio-Riebeckit | Na2Fe2+3Fe3+2Si8O22(OH)2 | Blauasbest  |                                                 |
| Amphibolgruppe  | Tremolit                                     | Ca2Mg5Si8O22(OH)2        |             |                                                 |
| Amphibolgruppe  | Aktinolith                                   | Ca2(Mg, Fe)5Si8O22(OH)2  |             |                                                 |
| Amphibolgruppe  | Anthophyllit                                 | (Mg, Fe)7Si8O22(OH)2     |             |                                                 |

## Eigenschaften
Bei Asbest handelt es sich um technische Fasern, die aus einer Vielzahl parallel verlaufender Elementarfasern aufgebaut sind. Der Aufbereitungsgrad des Asbests bestimmt Länge und Feinheit der technischen Fasern. Die Feinheit technischer Asbestfasern beträgt bei Chrysotil zwischen 0,75 und 1,5 µm (0,01 und 0,04 dtex) und bei Krokydolith zwischen 1,5 und 4,0 µm (0,06 und 0,4 dtex) Die Elementarfaserdurchmesser liegen für Chrysotil zwischen 0,02 und 0,04 µm und für Krokydolith zwischen 0,1 und 0,2 µm. Asbestfasern haben nach der Aufbereitung Längen zwischen 10 und 20 mm.
Die Zugfestigkeit von Chrysotilfasern liegt zwischen 590 und 920 MPa, die von Krokydolithfasern zwischen 610 und 820 MPa. Die Höchstzugkraftdehnung im trockenen Zustand ist für Chrysotilfasern 1,2 bis 1,8 % und für Krokydolithfasern 1,5 %.
Die Aufnahme von Feuchtigkeit aus der Luft erfolgt durch Adsorption an der Oberfläche. Aufgrund der größeren Oberfläche der hohlfaserigen Chrysotilfasern liegt sie mit 1,85 % etwas höher als bei den kompakten Krokydolithfasern mit 0,80 bis 1,35 %. Durch die Feuchtigkeitsaufnahme kommt es zu einer Verminderung der elektrischen, thermischen und akustischen Isolierfähigkeit.
Asbest ist kurzzeitig bis 1000 °C, mit geringen Einschränkungen bis 650 °C (Chrysotil) bzw. 450 °C (Krokydolith) und ohne Einschränkungen bis 400 °C (Chrysotil) bzw. 300 °C (Krokydolith) einsetzbar. Mit zunehmender Hitzeeinwirkung vermindert sich der Kristallwasseranteil. Proportional dazu verringert sich auch die Festigkeit, bis die Fasern vollkommen mürbe werden und als pulvrige Masse anfallen. Die Schmelztemperatur von Chrysotil liegt bei 1520 °C und von Krokydolith bei 1190 °C. Asbest ist unbrennbar.
Asbeste haben im Vergleich zu organischen Faserstoffen eine bessere Säurebeständigkeit, allerdings ist Chrysotilasbest gegen starke Säuren sehr empfindlich. Selbst schwache Säuren greifen ihn bei längerer Einwirkungszeit an und zerstören ihn. Fünfprozentige Salzsäure zersetzt ihn schon nach 15 min Kochen. Beständiger gegenüber Säuren ist Krokydolithasbest. Die Laugenbeständigkeit ist besser als die Säurebeständigkeit und bei den einzelnen Asbestarten etwa gleich.
Asbest ist verrottungsbeständig und mit Zement sehr gut mischbar.

## Vorkommen, Gewinnung und Verarbeitung

### Weltproduktion

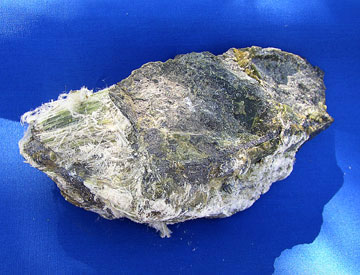
Chrysotilasbest

Hauptvorkommen liegen in Nordamerika, Südafrika, in Russland im Ural und bei Ak-Dowurak in der russischen Teilrepublik Tuwa sowie in Brasilien.
Die Asbestminenproduktion weltweit lag im Jahr 2023 bei 1,3 Millionen t, wobei Russland als größter Produzent dazu 630.000 t, Kasachstan 260.000 t, China 200.000 t und Brasilien 190.000 t beitrug.
Kanada legte seine Asbestminen im Jahr 2012 still. Neben den aufgeführten Staaten zählen auch Argentinien, Afghanistan, Nordkorea, Rumänien und die Slowakei zu den Asbest produzierenden Staaten, allerdings liegen keine verlässlichen Werte vor.
Die Asbestmine Balangero (Italien) zählte zu den großen europäischen Asbestproduzenten. Größter Abnehmer war die Asbestfabrik von Canari (Cap Corse, Korsika) mit fast 30.000 t Reinasbest Jahresproduktion.
Die weltweite Asbestförderung verteilt sich wie folgt:
| Land                | 2007        | 2020      | 2021      | 2022      | 2023      | Reserven    |
| ------------------- | ----------- | --------- | --------- | --------- | --------- | ----------- |
|                     | (in Tonnen) |           |           |           |           |             |
| Volksrepublik China | 626.000     | 120.000   | 120.000   | 130.000   | 200.000   | 18.000.000  |
| Brasilien           | 93.800      | 71.200    | 110.000   | 197.100   | 190.000   | 11.000.000  |
| Kasachstan          | 109.000     | 227.000   | 250.000   | 250.100   | 260.000   | Groß        |
| Russland            | 280.000     | 720.000   | 700.000   | 750.000   | 630.000   | 110.000.000 |
| Simbabwe            |             | 8.000     | 10.000    |           |           | Groß        |
| Indien              | 302.000     |           |           |           |           |             |
| Vereinigte Staaten  |             |           |           |           |           | Klein       |
| Gesamt (gerundet)   | 2.100.000   | 1.100.000 | 1.200.000 | 1.330.300 | 1.300.000 | Groß        |

### Gewinnung und Aufbereitung
Das asbesthaltige Gestein wird in Russland und Kasachstan fast ausschließlich im Tagebau gewonnen. Das galt auch für Kanada und Australien. In Simbabwe, Südafrika und Eswatini erfolgte der Abbau im Untertagebau (Stollenbau). Das zur Anwendung kommende Aufbereitungsverfahren richtet sich nach Qualität und Länge der Fasern, der mehr oder weniger festen Verbindung des Asbests mit dem Gestein und der Art des Auftretens der Faser als Quer-, Längs- oder Massenfasern, die in wirr verfilzten, ungeordneten Bündeln in Nestern auftreten. Generell sind Nass- und Trockenverfahren möglich. Da das Gestein oft weniger als 10 % Rohasbest enthält, werden die langen Fasern durch Hämmern direkt in der Mine vom Gestein befreit und nach Faserlänge sortiert. Man erhält so den Crude-Asbest. Mittels Brechmaschinen werden die Asbeststücke zerkleinert und in Kollergängen mit Steinläufern die Fasern abgelöst. Vertikalöffner oder Zyklonabscheider trennen die längeren Fasern vom Gesteinsstaub und den kürzeren Fasern.

### Verarbeitung
Fasern des Chrysotil-Asbest sind aufgrund ihrer Länge gut verspinnbar auch in Mischung mit Baumwoll- und/oder Chemiefasern.

## Geschichte und Verwendung

### Antike und Mittelalter
Erstmals erwähnt wurde Asbest im dritten Jahrhundert vor Christus in einem Buch über Steine von Theophrast. In Athen wurde die ewige Flamme auf der Akropolis zu dieser Zeit mit einem Docht aus Asbest betrieben. Die häufigere und üblichere Bezeichnung für Asbest in der altgriechischen Sprache und die einzig mögliche Bezeichnung im Neugriechischen ist allerdings nicht άσβεστος asbestos, sondern αμίαντος amiantos; die Wörter άσβεστος asvestos oder ασβέστης asvestis stehen im Neugriechischen einzig und allein für Kalkstein.
Der römische Naturforscher Plinius der Ältere berichtet von bei Tisch gebrauchten Tüchern aus „unbrennbarem Leinen“, die durch das Feuer gereinigt werden konnten, sowie von Leichentüchern für Könige aus Asbestgewebe, durch die nach der Verbrennung der Leichen die Asche der Körper sicher vom Übrigen abgetrennt werden konnte.
Obwohl im ersten Jahrtausend unserer Zeitrechnung über Asbest von Europa bis China berichtet wird, konnten sich nur sehr reiche Menschen Gegenstände daraus leisten. Bekannt ist eine Legende, welche besagt, dass Karl der Große durch die Reinigung seiner Tischdecke im Feuer seine Gäste beeindruckt habe. Marco Polo berichtete, dass in der Nähe von Cincitalas, heute in der chinesischen Provinz Xinjiang, eine Substanz „von der Natur des Salamanders“ abgebaut wurde, aus der man Gewebe herstellte, die dem Feuer widerstanden und die man zum Bleichen ins Feuer legte.
Im Mittelalter ging das Wissen um die Herkunft in Europa verloren und es entstanden Gerüchte, dass es sich beim Asbest um Schuppen von drachenartigen Reptilien oder sogar um Federn des Phönix handeln könnte. Schwindler versuchten, Stoffe aus Asbest als Teile der Kleidung Jesu zu verkaufen.

### 19. und 20. Jahrhundert

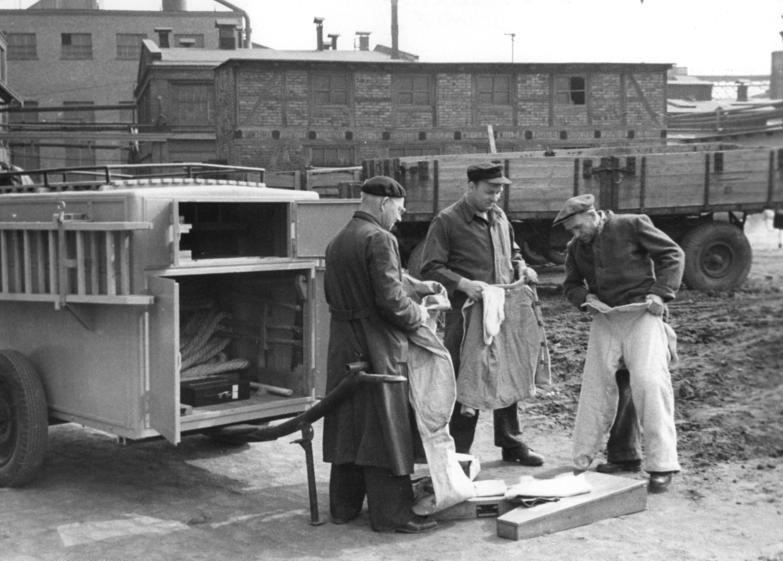
Werkfeuerwehrmänner mit Asbest-Schutzanzügen

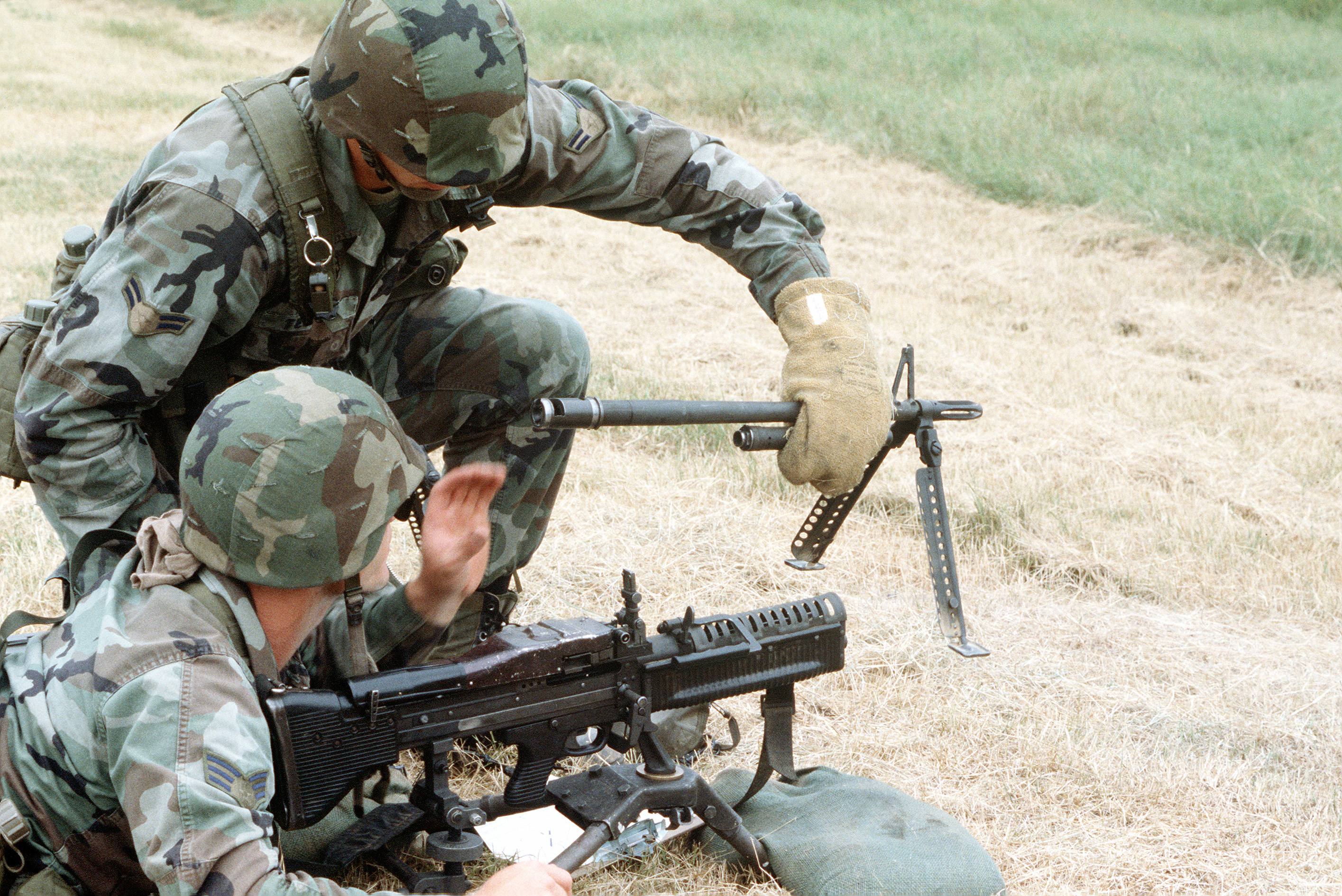
Ein heißer Gewehrlauf wird mittels Asbesthandschuh gewechselt.

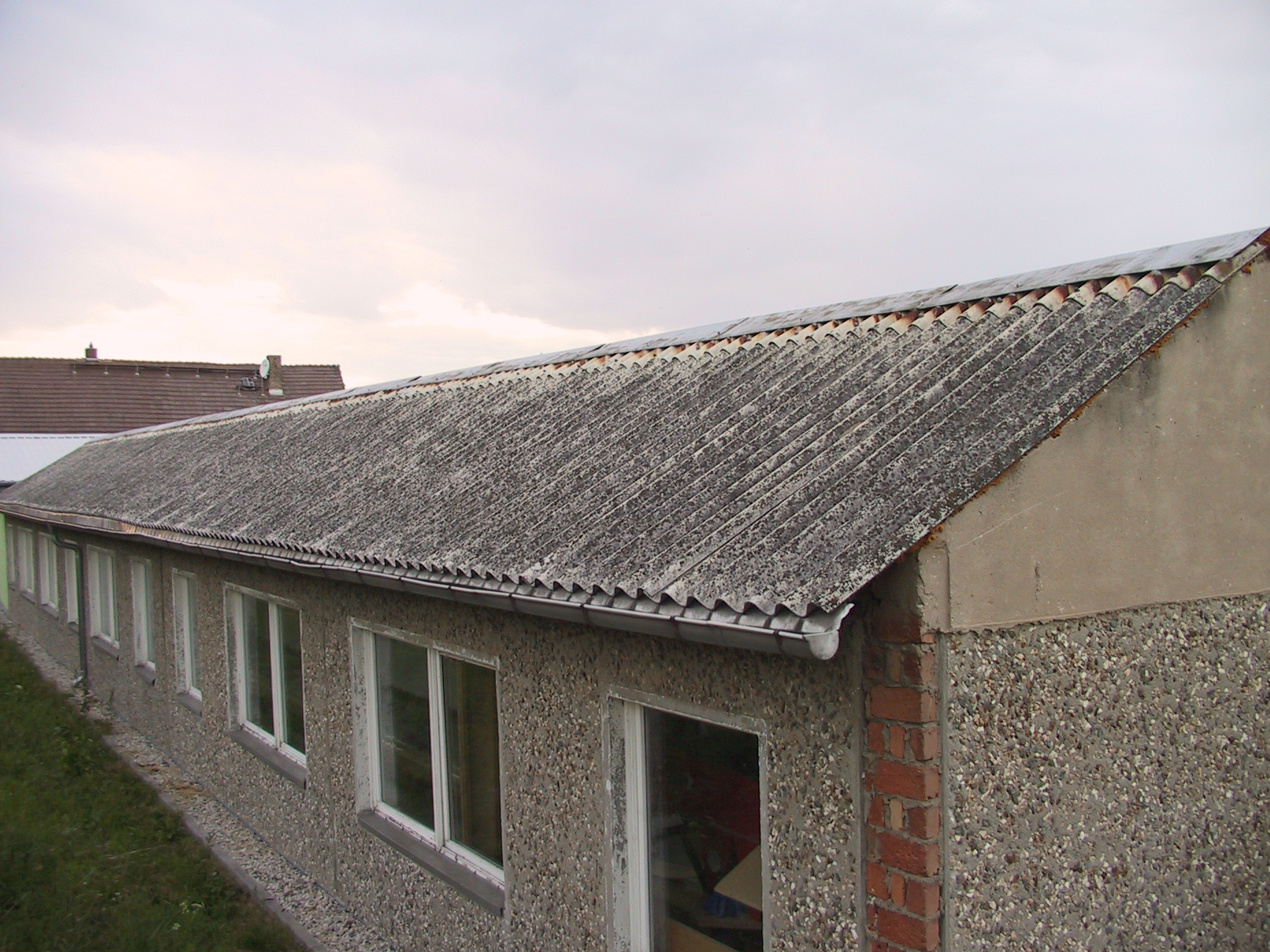
Dach aus Asbestzement-Dachwellplatten

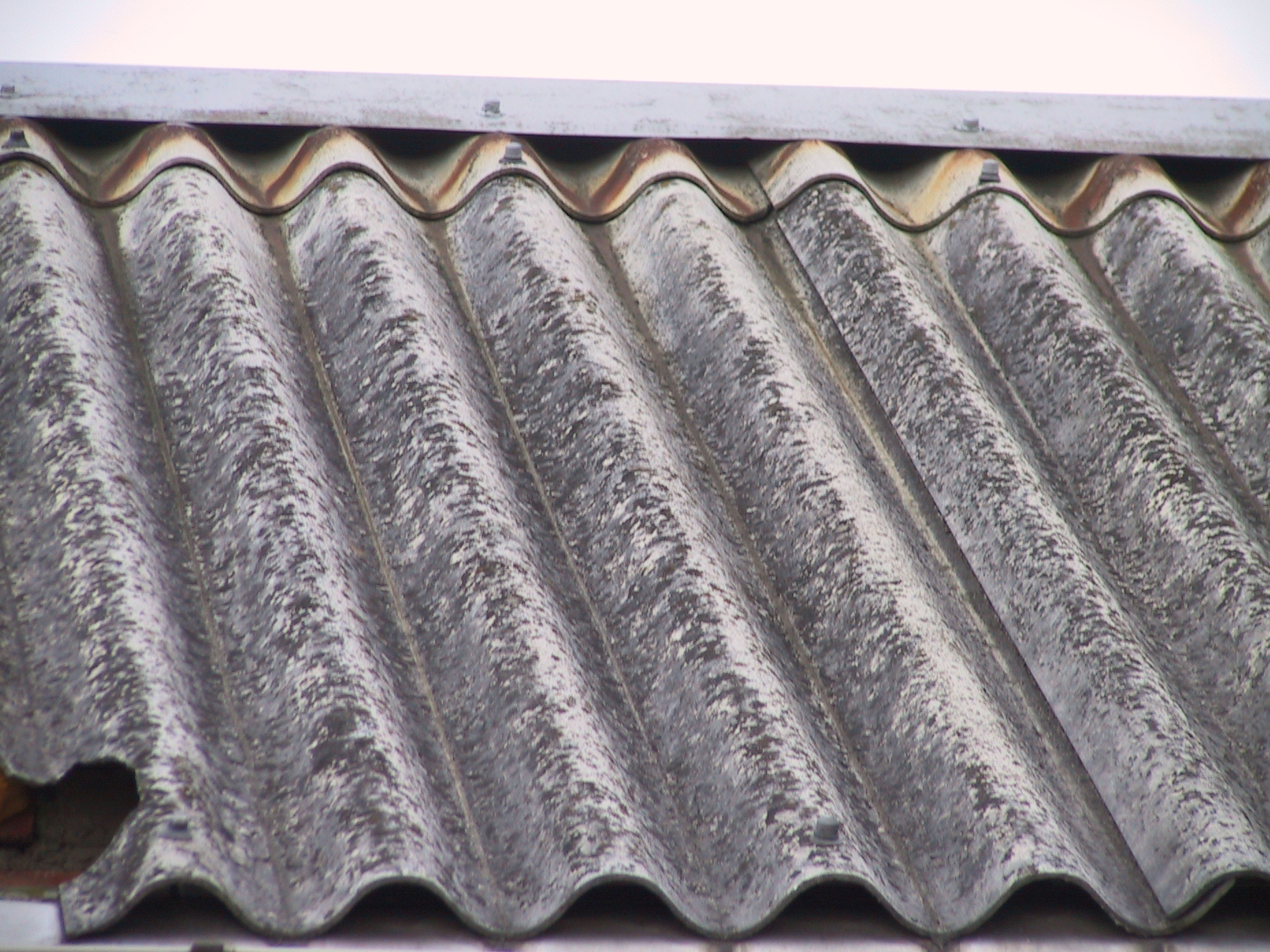
Wellasbestzementdach (Detail)

In der Neuzeit fand Asbest erstmals in den 1820er Jahren eine ernsthafte Anwendung. Die Fasern wurden zu feuerfester Kleidung für Feuerwehrleute verarbeitet. Bald kamen Anwendungen wie feuerfeste Dächer oder Wärmedämmungen für Dampfmaschinen hinzu. 1887 wurde die Firma Seitz in Bad Kreuznach gegründet, nachdem die Weinhändler Theo & Geo Seitz die hervorragenden Filtrationseigenschaften von Asbestanschwemmfiltern entdeckt hatten.
Am 15. Juni 1901 erhielt der Österreicher Ludwig Hatschek als Besitzer einer Asbestwarenfabrik ein österreichisches Patent für ein Verfahren zur Herstellung von Kunststeinplatten unter Verwendung von Asbestfasern, das erstmals am 25. November 1901 veröffentlicht wurde. Damit begann ein Boom in der Verwendung von Asbest zur Herstellung sehr unterschiedlicher Produkte (zum Beispiel Faserzement für Dachschindeln, Dach-Wellplatten, Fassadenverkleidungen, Rohre, Blumentröge, Knöpfe, Telefon-Gehäuse, Teile für elektrische Geräte und dergleichen). In Deutschland erfolgt 1912 die Gründung des Fulgurit-Werk Luthe und 1929 in Berlin die Deutsche Asbestzement AG (DAZAG). In der Sowjetunion wurde Asbest ebenfalls abgebaut und eingesetzt. 1933 wurde die russische Stadt Kudelka wegen der dort ansässigen Industrie in Asbest umbenannt.
Im Zweiten Weltkrieg wurden Postsäcke, Getränkefilter, Zahnpasta (als Polierzusatz) und Fallschirme für Bomben mit bzw. aus Asbest hergestellt. In Gebäuden wurden tragende Stahlteile mit Spritzasbest zum Brandschutz versehen. Auf Schiffen und U-Booten wurde Asbest zur Dämmung von Rohrleitungen verwendet.
Asbest fand Einsatz als temperaturfester Dämmstoff, als feuerfeste Zwischenlage für Abzweigdosen und hinter Öfen in Holzhäusern, als Bestandteil von Bremsbelägen und Dichtungen (auch als weiche Schnur für Ofentüren) sowie in Laboren als feuerfeste Unterlage.
Schweißgasflaschen („Acetylengasflaschen“) enthielten früher Asbest als Füllung. Das in dieser porösen Masse befindliche „Dissousgas“ ist unter nur mäßigem Druck in flüssigem Aceton gelöstes Schweißgas Ethin. Seit jeher wurde hier Asbest verwendet, später mit „a“ markiert, inzwischen ist es in den Flaschen durch Kieselgurfüllung ersetzt.
Asbesthaltiges (oder allgemein faserhaltiges) Talkum konnte als Füllstoff, Trenn- und Gleitmittel beispielsweise bei der Kabel-, Reifen- und Gummiwarenherstellung verwendet werden, das geht aus TRGS 517 hervor.
In Babypuder – Hauptbestandteil ist Talkum – des Herstellers Johnson & Johnson sind durch interne Kontrollen 1971 bis Anfang 2000 wiederholt kleinere Mengen Asbest nachgewiesen worden, doch diese Analysenergebnisse seien nie an die Aufsichtsbehörde gemeldet oder publiziert worden.
In Australien musste die Stadt Wittenoom im Bundesstaat Western Australia aufgegeben werden, die nahe einer Asbestmine gegründet wurde. Dort wurde der besonders gefährliche Krokydolith abgebaut und auch zum Straßenbau, Isolierung von Häusern und weiteren Verwendungszwecken eingesetzt. Die Umgebung der Stadt hat bis heute den größten Anteil an Mesotheliom-Kranken. Die Stadt wurde inzwischen aufgegeben und teilweise abgerissen und aus der Liste der Städte gelöscht. Die Halden und die kontaminierte restliche Oberfläche wurden allerdings nicht saniert, weil das bis zu 1 Mrd. Australische Dollar kosten würde. Es wurde die „Wittenoom Asbestos Management Area“ von 460 Quadratkilometer Größe ausgewiesen, die nicht betreten werden darf.

### Entdeckung der Gesundheitsgefahren
Mit zunehmendem Asbestverbrauch stiegen auch die Gesundheitsgefahren. Bereits um 1900 wurde die Asbestose als Krankheit entdeckt. 1943 wurde Lungenkrebs als Folge von Asbestbelastungen als Berufskrankheit anerkannt und seit 1970 wird die Asbestfaser offiziell als krebserzeugend bewertet. Als erstes Asbestprodukt wurde Spritzasbest 1969 in der DDR und 1979 in der Bundesrepublik Deutschland verboten. Zu dieser Zeit wurde Asbest bereits in über 3000 Produkten eingesetzt. Es folgten weitere Einschränkungen, bis 1990 in der Schweiz und Österreich sowie ab 1. Januar 1993 in Deutschland die Herstellung und Verwendung von Asbest generell verboten wurden. In der Europäischen Gemeinschaft hatten nach einer 1999 erlassenen Richtlinie alle Mitgliedsstaaten bis 2004 Beschränkungen für das Verwenden und Inverkehrbringen von Asbest einzuführen.
Dass es einige Jahrzehnte dauerte, um von der Erkenntnis der Gesundheitsgefährdung durch Asbest bis zum Verbot (siehe GefStoffV) des Materials zu gelangen, schreibt die Sachbuchautorin Maria Roselli offensiver Lobbyarbeit zu. So habe beispielsweise der Schweizer Verein „Arbeitskreis Asbest“ durch engagierte Interessenvertretung im Namen der Zementindustrie die Gift-Klassifizierung von Asbest in der Schweiz um neun Jahre verzögert.
Trotz der langsamen Gesetzgebung begannen Hersteller bereits in den 1970er Jahren, ihre Zementfaserprodukte vollkommen asbestfrei herzustellen.
Eines der ersten Patente wurde im Jahr 1977 beantragt.
Im Jahr 1981 folgte die damalige Eternit AG mit einem ersten asbestfreien Produkt, stellte aber erst Ende 1990 alle Produkte um.
Die frühe Generation asbestfreier Produkte ließ sich beispielsweise als Faserzement-Kunstschiefer vermarkten.

### Gegenwart
Das Europäische Parlament sowie der Europäische Rat stufen Asbest mit der CLP-Verordnung (EG) Nr. 1272/2008 offiziell als krebserzeugenden Stoff ein. Im Oktober 2008 verhinderte Kanada als einzige westliche Industrienation die sogenannte Rotterdam-Konvention – einen völkerrechtlichen Vertrag zur Chemikaliensicherheit im internationalen Handel mit gefährlichen Chemikalien, darunter auch Asbest – in Rom, welche strengere Exportregeln für Asbest und die Pflicht der Produzentenländer, ihre Abnehmer im Ausland bezüglich der Gesundheitsrisiken zu informieren, vorsah. Sollte ein Land keine Einfuhrzustimmung erteilen, verpflichtet es sich allerdings auch, die betreffende Chemikalie nicht im eigenen Land für den Inlandsverbrauch herzustellen und diese aus anderen Quellen (z. B. Nicht-Vertragsländern) zu importieren. Mit der EU-Verordnung Nr. 649/2012 wird das Übereinkommen in der Europäischen Union umgesetzt. Überwacht wird die Durchführung der Verordnung in Deutschland durch die Bundesstelle für Chemikalien, die der Bundesanstalt für Arbeitsschutz und Arbeitsmedizin angehört.
Ende 2018 trat jedoch auch in Kanada ein allgemeines Asbestverbot in Kraft. Längere Übergangsfristen gibt es nur für militärische und kerntechnische Anwendungen (bis Ende 2022) sowie für die Chloralkali-Elektrolyse (bis Ende 2029).
Im Gegensatz zu den Verboten in den meisten Industrieländern wird Asbest in den Entwicklungs- und Schwellenländern immer noch häufig eingesetzt. Der Grund liegt darin, dass Asbest deutlich billiger ist als geeignete Ersatzstoffe und die Gefährlichkeit dieses praktischen und günstigen Baustoffes offenbar als ein Neben- oder Luxusproblem angesehen wird. Eine Ausnahme ist Kolumbien. Dort ist die Verarbeitung von Asbest seit Januar 2022 verboten.

## Gesundheitsschädlichkeit

### Asbestose und Krebsrisiko
Bei unsachgemäßem Umgang mit Asbest und dem Bearbeiten (z. B. mit schnelllaufenden Maschinen) asbesthaltiger Materialien werden Asbestfasern freigesetzt. Wenn dabei auch Fasern mit einer Faserlänge von größer als 5 µm, einem Durchmesser von max. 3 µm und einem Längen-/Durchmesser-Verhältnis von mindestens 3:1 entstehen, können diese Fasern in die Alveolen der Lunge gelangen und schon bei geringer Belastung eine Asbestose auslösen. Makrophagen können die Fasern aufgrund ihrer Länge nicht immer vollständig umschließen und abtransportieren. Das feinfasrige Material kann sich ins Lungeninterstitium spießen und von dort auch zur Pleura wandern. Die kritische Fasergeometrie ist der Grund für die gesundheitsgefährdende Wirkung.
Das Risiko, an Lungenkrebs zu erkranken, ist erhöht. Die Exposition zusammen mit anderen Schadstoffen kann das Lungenkrebsrisiko noch vergrößern. So ist bei Rauchern das Lungenkrebsrisiko bei Asbestbelastung etwa zehnmal größer als bei Nichtrauchern. Außerdem ist Asbest einer der wichtigsten Auslöser des Pleuramesothelioms, eines Tumors des Bauch- und Rippenfells. Asbest wurde daher bereits 1970 offiziell als karzinogen eingestuft.
Gesundheitsschädlich ist dabei in erster Linie das Einatmen von Asbestfasern, die natürlich oder durch Abrieb oder Verwitterung freigesetzt werden. Besonders gefährlich sind in diesem Zusammenhang Produkte mit nur schwach gebundenem Asbest, die einen Faseranteil von 60 % und mehr besitzen und diese leicht wieder abgeben. Neben Lungenkrebs und dem Pleuramesotheliom ist eine inhalative Asbestaufnahme auch als ursächlich für die Entwicklung von Kehlkopfkrebs und Eierstockkrebs gesehen.
So erfolgte der Abriss des 1973–1976 errichteten Palastes der Republik in Berlin vor allem wegen der Gesundheitsschädlichkeit des bei seinem Bau eingesetzten schwach gebundenen Spritzasbests (obwohl in der DDR seit 1969 verboten), bei dem – im Gegensatz zu (in Zement) fest gebundenem Asbest (Asbestzement) – eine Innenraumbelastung durch freigesetzte Fasern wahrscheinlicher und oft auch tatsächlich gegeben war.
Asbestzement dagegen (wichtigster Handelsname Eternit (Westdeutschland), Baufanit (Ostdeutschland)) ist auch heute noch in sehr vielen Gebäuden verbaut und weitgehend ungefährlich, wenn er intakt bleibt, nicht verwittert und nicht mechanisch bearbeitet wird. Beispiele sind die Faserzement-Abluftkanäle in den DDR-Plattenbauten sowie sehr viele Gebäude mit Dächern oder Wandverkleidungen aus Eternit. Bei diesen Anwendungsfällen handelt es sich um (mit Hilfe von Zement) fest gebundene Asbestprodukte, deren Faseranteil höchstens 15 Masseprozent beträgt.
Der Gehalt von Asbestfasern kann im Trinkwasser regional erheblich schwanken. Asbestfasern können dabei durch Freisetzung aus natürlichen Vorkommen oder trinkwasserführendes Baumaterial ins Trinkwasser gelangen. Populationsstudien aus Gegenden in den USA mit erhöhtem Fasergehalt im Trinkwasser, die zwischen den 50er und 80er Jahren des 20. Jahrhunderts durchgeführt wurden, konnten keinen Effekt auf die Krebsrate und Sterblichkeit nachweisen. Ein Zusammenhang mit Krebserkrankungen des Verdauungstrakts ist laut Einschätzung der WHO von 2021 möglich, aber nicht ausreichend durch Studiendaten erwiesen. Die WHO empfiehlt deswegen keine Grenzwertfestsetzung im Trinkwasser, allerdings ein Monitoring und weitere Forschung.

### Berufskrankheit
Die Berufsgenossenschaften veröffentlichten für das Jahr 2003 im Bundesgebiet die Zahl von 1.068 Todesfällen, gegenüber dem Jahr 2002 mit 1.009 Toten ein neuerlicher Anstieg. Der Deutschen Gesetzlichen Unfallversicherung zufolge gab es im Jahr 2019 in Deutschland 1.695 Todesfälle von asbestbedingten Berufskrankheiten. Im Jahr 2019 haben die gewerblichen Berufsgenossenschaften und Unfallversicherungsträger der öffentlichen Hand in insgesamt rund 44.000 Fällen von asbestbedingten Berufskrankheiten Zahlungen für Rehabilitation bzw. Renten an Erkrankte/Hinterbliebene geleistet. Unfallkassen erkennen asbestbedingte Berufskrankheiten wie Asbestose oder Lungenkrebs in vielen Fällen allerdings nur an, wenn Betroffene 25 Faserjahre nachweisen können. Von einem Faserjahr spricht man, wenn die Lunge mit mehr als 1 Million Fasern pro m³ Atemluft über 8 Stunden täglich bei mindestens 240 Arbeitstagen pro Jahr belastet wird. Weltweit gab es um 2015 jährlich mehr als 100.000 Todesfälle durch asbestbedingte Erkrankungen.
Besonders asbestbelastet sind die Berufsgruppen der Schlosser, Schweißer, Elektriker, Installateure, Dachdecker, Sanierer im Bau, Ofenmaurer, Kraftfahrzeugtechniker, Fliesenleger in der Altersgruppe ab 50. Für diesen Personenkreis hat die AUVA auch ein spezielles Gesundheits-Nachsorgeprogramm ins Leben gerufen, das die Früherkennung von Folgekrankheiten ermöglichen soll. Dafür wurden ab 2002 „Beratungszentren für Menschen mit beruflicher Asbestexposition“ in Wien, Linz, Vöcklabruck, Kapfenberg, Klagenfurt und Innsbruck als geeignete Anlaufstellen für Betroffene eingerichtet.

### Heutige Gefahren und Umgang

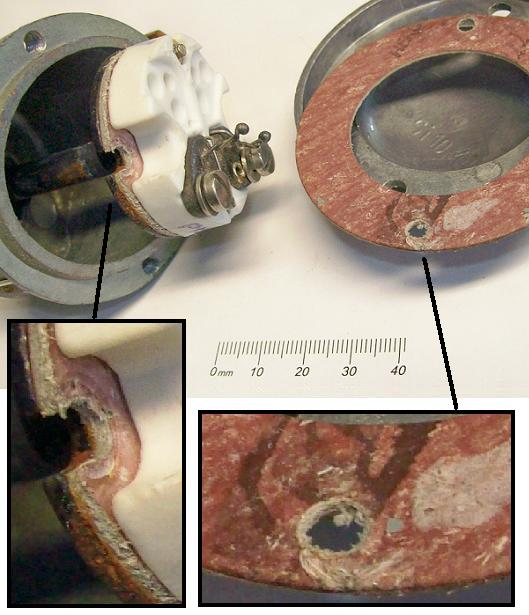
Asbesthaltige Dichtungen in einem PT100-Temperatursensor (Baujahr 1966)

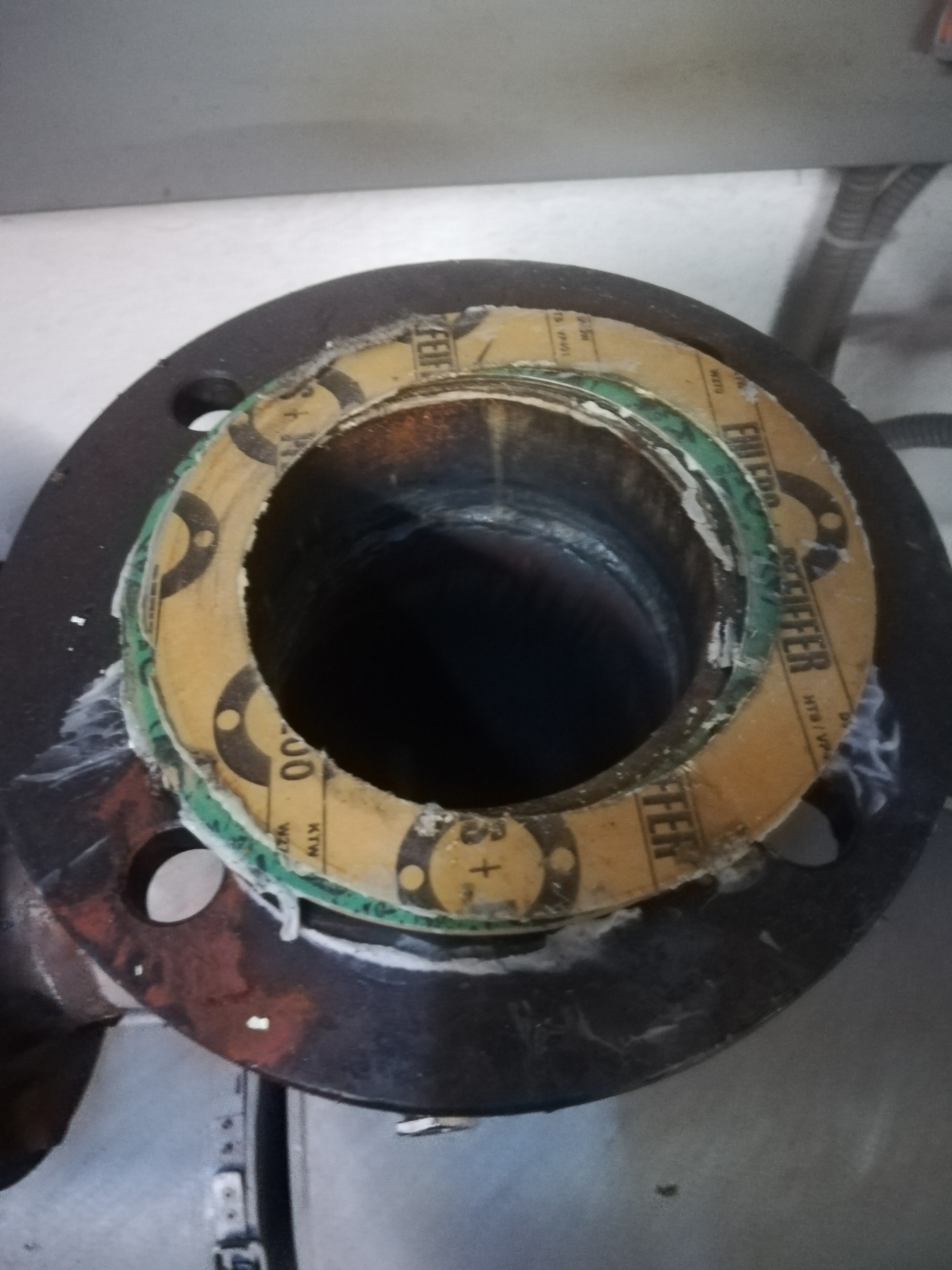
Asbesthaltige Flachdichtungen an einem Rohrflansch. Hierbei handelt es sich um ein schwachgebundenes Asbestprodukt.

Zur Verbesserung des Gesundheitsschutzes sind Mitarbeiter bzw. leitende Angestellte, die Umgang mit Asbest haben, nach TRGS 519 zu schulen. Hierbei wird zwischen dem kleinen Asbestschein (TRGS 519 Anlage 4C – auch Dachdeckerschein genannt) und dem großen Asbestschein (TRGS 519 Anlage 3) unterschieden.
Auch heute stellt Asbest in Gebäuden im Bestand einen der bedeutendsten Gebäudeschadstoffe dar und ist weiterhin in Bau- und Anlageteilen zu finden. Vor allem verdeckte Produkte wie Spachtelmassen, Fliesenkleber und Putze können Asbest in sehr geringen Mengen enthalten. Bei zufälliger oder unsachgemäßer Bearbeitung (bspw. beim Sanieren/Renovieren) kann das zu nennenswerten Faserfreisetzungen führen. Auch Gebäude, die nach dem absoluten Asbestverbot von 1993 erbaut oder modernisiert wurden, können noch Asbestfasern in der Bausubstanz enthalten, auch wenn in den 1980er und 1990er Jahren viele öffentliche und Verwaltungsgebäude mit schwach gebundenem Asbest aufwendig saniert wurden. Trotz des Verbotes im Jahr 1993 wurde auch später noch Asbest in Deutschland gehandelt. So wurden im Jahre 2009 aus Kanada nach Deutschland 38 Tonnen Asbest importiert.
- Asbestzement („Eternit“): Dacheindeckungen und Außenwandverkleidungen, Wandverkleidungen um Waschbecken
- Asbest in alten Fliesenklebern und Spachtelmassen
- Asbest in Gipskarton
- Asbest in Vinyl-Asbest-Platten/Floor-Flex-Platten
- Asbest in Dachpappe
- Asbest in Estrich und Steinholz
- Asbestplatten, zum Beispiel Zwischenlagen unter Elektro-Abzweigdosen und Vorschaltgeräten, hinter Öfen in älteren Holzgebäuden, oft als Asbestpappe, also schwach gebunden
- Asbest in älteren Elektrogeräten[70] (Bügeleisen, Heizdecken, Nachtspeicheröfen, Toaster, Elektrogrill, Haartrockner, Kohlebogenlampen, Thermoelemente, Temperaturmesswiderstände, Hochlastwiderstände, Heizwiderstände, NH- und HH-Sicherungen, Röhrenrundfunkempfänger und anderes)
- Asbest als Bestandteil von sehr alten Bremsbelägen und Dichtungen
- Asbest als Bestandteil von alten Fußbodenbelägen aus Kunststoff
- Asbest wurde in den 1960er und 1970er Jahren in Deutschland großflächig im Baustoffhandel als Zuschlag für alle flüssigen oder zähflüssigen Bausubstanzen verkauft und daher auch entsprechend verwendet. Der TÜV Rheinland geht mittlerweile durch Funde von Asbestbelastung in Wandfarben, Putzen und Maurermörtel davon aus, dass so gut wie alle Baustoffe dieser Art aus dieser Bauperiode belastet sein können.
- Alte Fensterdichtungen enthalten oft asbesthaltige Schnüre.
- Deckel und/oder seitliche Türen von Ölöfen waren mit Asbestschnur als Dichtung versehen, Ofenschirme zwischen heißen Öfen und Möbeln oder Wänden aus Holz waren mitunter aus Asbestkarton, der auch für die Abdichtung der Durchführung von Ofenrohren durch eine Holzwand oder -decke verwendet wurde.
- Wie andere Betreiber von Anlagen zur Chloralkali-Elektrolyse verwendet der Chemiekonzern Dow Chemical im Werk Stade Chrysotil als Bestandteil des Diaphragmas, da für diesen Verwendungszweck eine Ausnahmeregelung vom Asbestverbot gilt.[71] DOW hält eine Umstellung der Anlage frühestens 2025 für möglich.[72]
- Asbestzementrohre im Bestand spielen in der Trinkwasserversorgung auch heute noch eine bedeutende Rolle. Der Ersatz durch moderne Materialien (z. B. Polyethylen) erfolgt oft im Zuge der Neugestaltung des Straßenaufbaus.

Darüber hinaus kommt es vor, dass verbotenerweise asbesthaltige Produkte aus Ländern wie beispielsweise der Volksrepublik China, in denen Asbest noch legal verarbeitet wird, importiert werden. Dazu können gehören:
- Abstandhalter in Isolierkannen (zwischen den beiden Glasschichten, von innen als dunkle Punkte sichtbar; Asbest wird nur beim Bruch des Glaskörpers freigesetzt)[74][75]
- Dichtungsringe[76]
- Faserzementprodukte
- Toaster, Heizungen und andere Elektrogeräte
- Gartenfackeln[76]

Asbest kann grob an seiner grauen Farbe, seiner faserigen Struktur oder an dem Herstellungszeitraum der Gebäude, Bauteile und Geräte identifiziert werden. Er kann allerdings mit den später verwendeten Ersatzstoffen (Glasfasern, Gesteinsmehl-Platten, Mineralfasern) verwechselt werden, da auch die asbestfreien Platten unter dem Markennamen Eternit vertrieben werden.

## Entsorgung

### Verordnungen und Gesetze

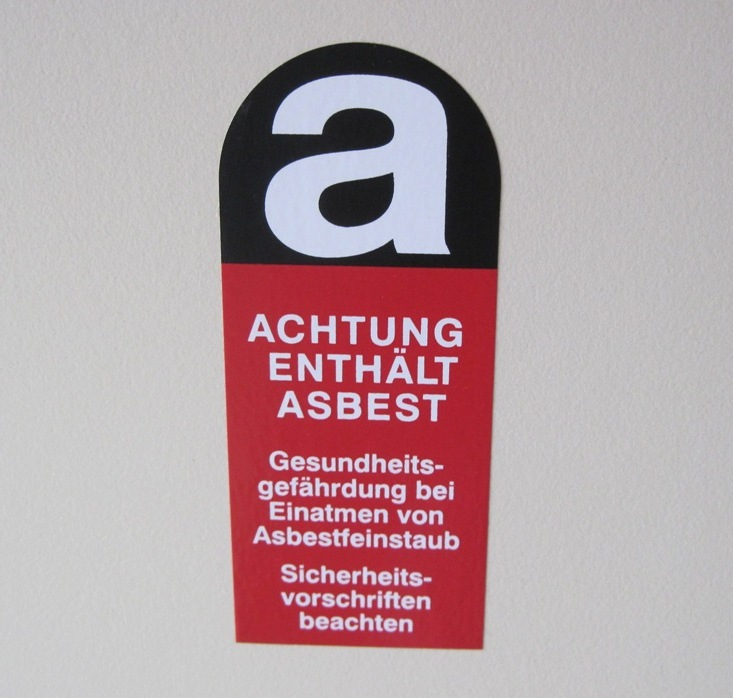
Warnaufkleber für Behältnisse mit Asbest oder asbesthaltigen Stoffen

Nach dem Europäischen Abfallkatalog (in Deutschland umgesetzt in die Abfallverzeichnis-Verordnung) sind asbesthaltige Abfallstoffe mit * in der entsprechenden Schlüsselnummer als gefährlicher Abfall gekennzeichnet. Folgende Abfallarten nennt der Katalog dabei (vorangestellt je die Abfallschlüsselnummer):
06 07 01* Asbesthaltige Abfälle aus der Elektrolyse

06 13 04* Abfälle aus der Asbestverarbeitung

10 13 09* Asbesthaltige Abfälle aus der Herstellung von Asbestzement

16 01 11* Asbesthaltige Bremsbeläge

16 02 12* Gebrauchte Geräte, die freies Asbest enthalten

17 06 01* Dämmmaterial, das Asbest enthält

17 06 05* Asbesthaltige Baustoffe
Das bedeutet verschärfte technische Vorsorgeregeln und teils Genehmigungsvoraussetzungen beim Umgang mit diesen Abfällen. So etwa bei der Behandlung der bei Gebäudeabbrüchen oder Instandhaltungsarbeiten erzeugten Bruchstücke, Aufsammlung, Lagerung oder Beförderung. Asbesthaltige Abfälle sind in geeigneten, sicher verschließbaren und gekennzeichneten Behältnissen zu sammeln und zu befördern. Dazu gehören besondere Kennzeichnungs- und Dokumentationspflichten, u. a. gemäß der Nachweisverordnung (NachwV), und eine Verpflichtung zur unverschleierten Überlassung ausschließlich an speziell dafür zugelassene Abfallanlagen. Zudem müssen u. a. die Gefahrgutverordnung sowie das Europäische Übereinkommen über die internationale Beförderung gefährlicher Güter auf der Straße (ADR) bei der Kennzeichnung und dem Transport der Asbestabfälle berücksichtigt werden.
Das deutsche Kreislaufwirtschaftsgesetz (KrWG) zieht einer Abfallablagerung (Deponierung) die Abfallverwertung vor – falls möglich. Nach dem praktisch absoluten Verbot der Nutzung von Asbest in Deutschland im Jahr 1993 (GefStoffV) trat die Frage nach einer geordneten Entsorgung auf. Auf den meisten Deponien durfte Asbest nicht angenommen werden, weil diese Substanz nicht von ihrer Betriebsgenehmigung erfasst war. Dadurch stiegen die Entsorgungspreise für asbesthaltiges Material auf das sechs- bis zehnfache des bis dahin üblichen Preises an, was die Entwicklung von Entsorgungsverfahren durch Forschung und Industrie interessant machte. So wurden verschiedene Abfallverwertungsverfahren erarbeitet, aus denen sich dann noch Mischtypen bildeten.

### Verfahren
Im Laufe der Zeit wurden verschiedene Verwertungsverfahren getestet:
- Mechanische Zerkleinerungsverfahren, die davon ausgehen, dass bei hinreichender Zerkleinerung der Fasern (unter 1 µm Faserlänge) eine Gefährdung ausgeschlossen werden kann. Die Verfahren funktionieren mit reinem Asbest gut, bei dem bei der Asbestentsorgung anfallenden inhomogenen Gemisch versagen die Mühlen jedoch. Es gibt jedoch eine funktionsfähige Demonstrationsanlage in Goslar-Oker.
- Thermische Verfahren und Verglasung, die den Asbest auf Temperaturen oberhalb seines Umwandlungspunktes bringen und damit ein anderes nichtfaseriges Material erzeugen sollen. Das meiste Wissen brachten hier Glasofen-Bauer und Drehrohrofenspezialisten mit. Die Glasofenbauer scheiterten an der Inhomogenität des angelieferten Abfalls, der zur Bildung nicht vorhersehbarer Mineralien und damit zur Zerstörung der Öfen führte. Weiter kamen die Drehrohrofenbetreiber, sie konnten Anlagen im Betrieb vorführen. Von den Genehmigungsbehörden wurden wegen des neuen, bisher unbekannten Verfahrens fast unerfüllbare Forderungen gestellt. So sollte der Fasergehalt in der Abluft bei Null liegen, was zur Aufgabe dieser Entwicklungen führte. Ein Verglasungsverfahren ist das Vitrifix-Verglasungsverfahren, was ein Erreichen der vorgesehenen Mindesttemperatur garantiert, um die völlige Zerstörung des Asbests durch eine chemische Lösung in der Glasschmelze zu erreichen. Dabei wird die Silikatstruktur des Asbests umgeordnet und es ist keine Rückwandlung möglich.
- Beim Tempern wird den Asbestfasern das Kristallwasser entzogen, wodurch sie in unschädliche Minerale umgewandelt werden. Danach lassen sich die – dann harmlosen – Fasern durch mechanische Beanspruchung (z. B. Mörsern) leicht zerstören. Dieses Verfahren wurde in Hockenheim in einem alten Ziegeleiofen (Tunnelofen) praktisch durchgeführt. In der Aufwärmphase können jedoch bei Verunreinigungen Dioxine entstehen. Ob die Fasern tatsächlich zerstört werden, hängt von vielen Parametern wie Brenndauer, Temperatur, Zuladung, Packungsdichte ab und ist nur sehr aufwändig zu kontrollieren. Der hohe Energiebedarf und CO2-Ausstoß macht dieses Verfahren ökonomisch und ökologisch fragwürdig. Die Betreiberin der Anlage ist insolvent, der Nachfolgerin wurde wegen Genehmigungsverstößen der Betrieb untersagt, Strafverfahren laufen, unter anderem wegen nicht vollständiger Umwandlung des Asbests.[84]
- Chemische Verfahren, die auf der Anwendung Fluorid-haltiger Säuren aufbauen. Sie haben die gleichen Probleme wie die anderen Verfahren mit der Inhomogenität des asbesthaltigen Abfalls, können aber nach mehreren Jahren die Genehmigung der Behörden für den Betrieb der Anlage innerhalb eines großen Chemiewerkes erlangen. Jedoch zogen hier schon Gemeinderäte vorher erteilte Genehmigungen wieder zurück. Dazu zählt das sogenannte Solvay-Verfahren. Die große Menge an benötigter Flusssäure ist jedoch kritisch. Abluft, Abwasser und die anfallenden Abfallstoffe aus den Filtern sind ebenfalls problematisch.
- Einbindungsverfahren, die den Abfall komplett in Zement oder andere Bindemittel einarbeiten, in Fässer gießen und die Fässer dann vorzugsweise unter Tage deponieren. Diese Verfahren haben den Vorteil, schnell zur Verfügung zu stehen, denn der Asbest muss zuvor nicht erst vernichtet werden. Dieses Verfahren ist üblich bei der Entsorgung von schwach gebundenem Asbest.

Keines der genannten Verwertungsverfahren hat sich als optimal und technisch durchführbar herausgestellt, so dass die Entsorgung asbesthaltiger Abfälle derzeit nur über DK I-, II- oder III-Deponien (ehem. Hausmülldeponien bzw. Deponien für gefährliche Abfälle) läuft oder über örtliche Recyclinghöfe, die den Asbestzement dann zur Deponie bringen. Auf der Deponie werden die in „Big Bags“ verpackten asbesthaltigen Abfälle abgelagert und mit mineralischem Material abgedeckt, so dass keine Faserfreisetzung mehr möglich ist. Der Preis richtet sich in Deutschland nach der jeweiligen Gebietskörperschaft und ist recht unterschiedlich. Größere Mengen asbesthaltigen Abfalls müssen dem Deponiebetreiber frühzeitig gemeldet werden.
Auch eine Verbringung unter Tage entspricht dem Stand der Technik.

### Asbestsanierung in Gebäuden

#### Probeentnahme von verdächtigen Bausubstanzen
Die Entnahme von Proben für die spätere Untersuchung im Labor erfolgt bei weichen Materialien nach dem BT31-Stanzverfahren mit einem Henkellocheisen und einer Stanzschleuse oder bei harten Materialien nach dem BT32-Stemmverfahren mit einem Flachmeißel und einer Stemmschleuse. Die Stanz- bzw. Stemmschleuse sorgt dafür, dass nur wenig Material des asbestverdächtigen Materials bei der Probeentnahme freigesetzt wird.

#### Rückbau und Dekontamination

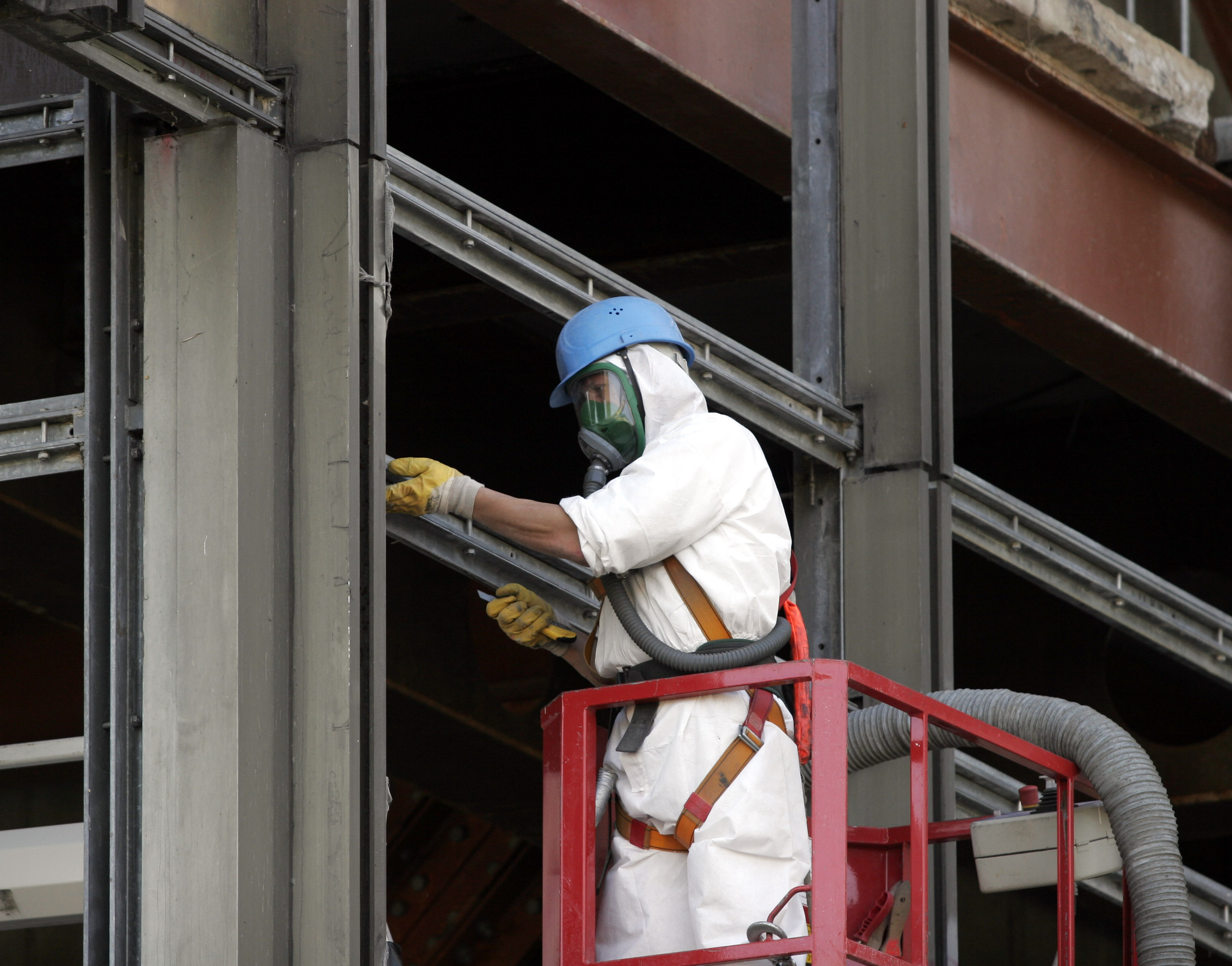
Arbeiter bei der Asbestentfernung am Palast der Republik

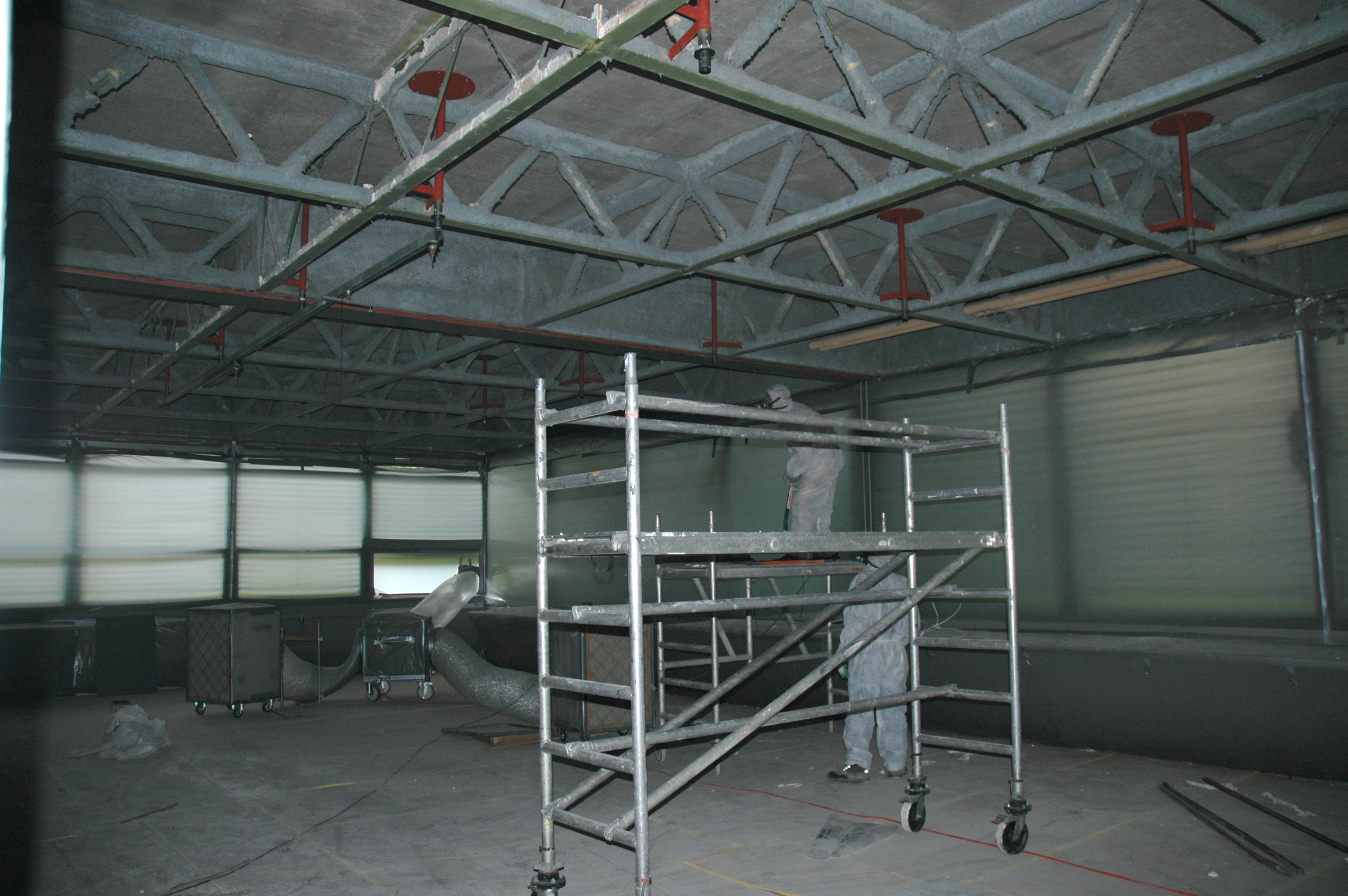
Asbestsanierung

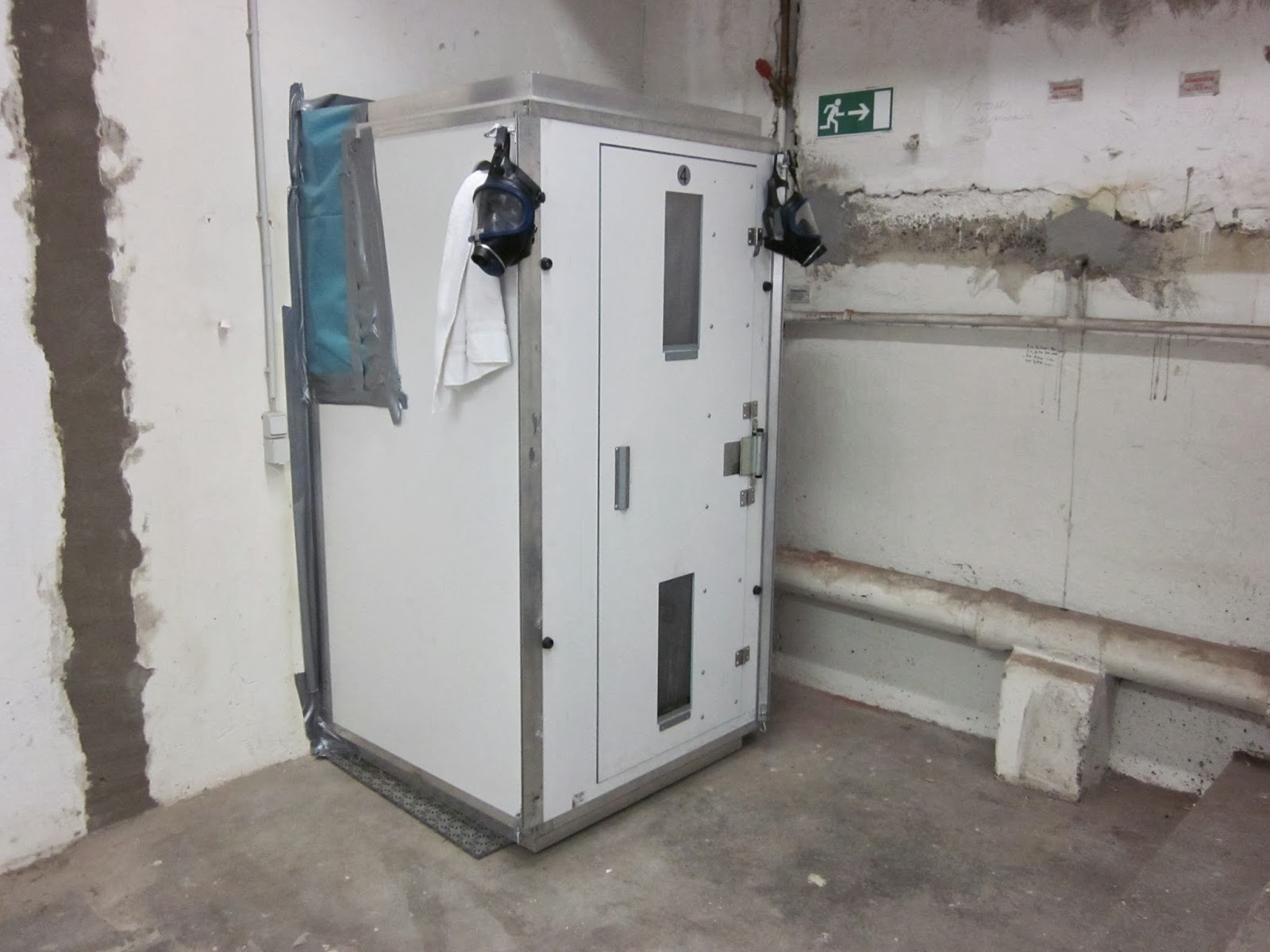
Schwarz-Weiß-Türschleuse von außen

Asbestsanierungen sind sehr aufwändig. Das nebenstehende Bild zeigt Arbeiten an einer asbestbehandelten Stahlkonstruktion. Solche Konstruktionen tragen relativ dünne Betondecken, müssen aber für den Fall eines Brandes vor Hitze geschützt werden. Dazu wurden sie früher mit Asbestfasern eingehüllt. Auf dem Bild zu sehen ist die freigelegte Stahlkonstruktion mit dem flockig aufgetragenen Asbest. Dieser wird nun in Handarbeit von der Konstruktion gelöst und durch ein Saugsystem entfernt. Nach der vollständigen Entfernung der Fasern werden die Oberflächen meist mit Restfaserbindemittel behandelt. Nach der Reinigung und Abtrocknung des Restfaserbindemittels werden Raumluftmessungen gemäß VDI-Richtlinie (VDI 3492, 10/2004) durchgeführt. Erst wenn die Grenzwerte unterschritten werden, kann das Gebäude wieder normal betreten und genutzt werden (Freigabemessung). Im Falle dieser Asbestsanierung wird die Stahlträger-Konstruktion mit einer im Brandfall aufschäumenden Farbe versehen. Sie erfüllt den gleichen Zweck wie die in den 1960er Jahren aufgetragene Asbestumhüllung.
Für die ASI-Arbeiten gilt in Deutschland die TRGS 519 „Asbest: Abbruch-, Sanierungs- oder Instandhaltungsarbeiten“ (Technische Regeln für Gefahrstoffe). Dort werden die nach der Gefahrstoffverordnung erforderlichen Schutzmaßnahmen und organisatorischen Voraussetzungen für ASI-Arbeiten aufgeführt. ASI-Arbeiten, die zu einem Abtrag der Oberfläche von Asbestprodukten führen, sind nur zulässig, wenn es sich um emissionsarme Verfahren handelt, die behördlich oder von den Trägern der gesetzlichen Unfallversicherung anerkannt sind (Anhang II Nr. 1 GefStoffV). Da die Beschädigung von Asbestprodukten zur Freisetzung der Fasern führt, muss die Sanierungsbaustelle in Gebäuden staubdicht von der Umgebung abgeschottet werden. Der Innenbereich muss während der Arbeiten unter Unterdruck gehalten werden. Die Arbeitsbereiche dürfen nur über Schleusensysteme betreten und verlassen werden. Die Schleusen werden meist in eine Türöffnung eingesetzt und dann luftdicht verklebt. In den Schleusen, die im Inneren mehrere Kammern haben, stehen dann Reinigungsanlagen zur Verfügung, sodass von der Schutzbekleidung alle Asbestreste abgespült werden können.
Unter bestimmten Voraussetzungen sind Erleichterungen bei den Schutzmaßnahmen vorgesehen, z. B. wenn es sich um ein emissionsarmes Verfahren (< 10 000 Fasern/m³) handelt. Solche Arbeitsverfahren werden nach Prüfung durch den Arbeitskreis „Asbestexposition bei Abbruch-, Sanierungs- oder Instandhaltungsarbeiten“ beim Institut für Arbeitsschutz der Deutschen Gesetzlichen Unfallversicherung (IFA) in die DGUV Information 201-012 (bisher: BGI 664) aufgenommen.
Als bekanntes Gebäude wurde in den beiden ersten Jahrzehnten des dritten Jahrtausends die UNO-City in Wien saniert. Stockwerkweise wurde der damals verbaute Asbest beseitigt.
Auch im Palast der Republik, im Internationalen Congress-Centrum in Berlin, im deshalb inzwischen abgerissenen ehemaligen Funkhaus der Deutschen Welle in Köln, im Pariser Tour Montparnasse, im World Trade Center in New York City und vielen anderen öffentlichen Gebäuden war Asbest verbaut worden. Nach dem Einsturz des World Trade Centers am 11. September 2001 atmeten Zehntausende Arbeitnehmer und Bewohner in der Nachbarschaft Staub mit diversen Schadstoffen und auch Asbestfasern ein. Viele der Menschen leiden an Lungenkrebs bzw. dessen Folgen. So sind bislang etwa 2400 Menschen an Spätfolgen des Einsturzes verstorben, weitere zehntausende Personen sind erkrankt (Stand 2019).

## Messung von Asbest
Die Ermittlung der Asbestfaserexposition zum Nachweis der Einhaltung der Akzeptanz- und Toleranzkonzentration erfolgt gemäß Anlage 6.1 der TRGS 519 mit Bezug auf TRGS 402 „Ermitteln und Beurteilen der Gefährdung bei Tätigkeiten mit Gefahrstoffen: Inhalative Exposition“. Die Dokumentation der Messergebnisse erfolgt nach TRGS 402, Nr. 7 Abs. 3.

### Messung von Asbestfasern in der Luft
Asbestmessungen in der Luft können folgende Veranlassungen haben:
- Bestimmung der Faserbelastung von Arbeitsplätzen
- Bestimmung der Faserbelastung der Allgemeinbevölkerung
- Bestimmung der Faserkonzentration in Innenräumen vor und nach einer Sanierungsmaßnahme
- Überwachung der Abscheideleistungen von Abgasreinigungsanlagen

Eine gute Korrelation zwischen der Menge freigesetzten Staubs und der Anzahl freigesetzter Asbestfasern bei der Bearbeitung asbesthaltigen Materials kann nicht vorausgesetzt werden. Darum reicht eine einfache Staubmessung in der Regel nicht aus, um in solchen Fällen Aussagen über die Faserkonzentration zu treffen.
Zur Bestimmung der Faserkonzentration in der Innenraumluft werden Phasenkontrastmikroskopie, Rasterelektronenmikroskopie oder Transmissionselektronenmikroskopie angewendet. Zuvor muss die zu beprobende Luft aktiv über einen Filter, der als HEPA-Filter ausgeführt ist, geleitet werden. Energiedispersive Röntgenspektroskopie in Verbindung mit Rasterelektronenmikroskopie (REM-EDX) ermöglicht die Bestimmung der Faserkonzentration und chemische Zusammensetzung der Partikel. Diese reicht jedoch nicht in jedem Fall aus, um eindeutige Aussagen zu treffen. Darum sind Kenntnisse über die asbesthaltigen Materialien mit einzubeziehen. Die Nachweisgrenze der genannten Verfahren liegt bei 300 Fasern/m³. Zum Vergleich: In der Außenluft liegt die Faserkonzentration normalerweise unter 100 Fasern/m³.
Asbest kann nicht in passiv gesammelten Luftproben nachgewiesen werden.

### Messung in technischen Produkten
Asbestgehalte von weniger als einem Prozent sind in einem Produkt nur mit erhöhtem Aufwand messbar. Bei der Beprobung von Produkten ist wegen der möglichen Freisetzung von Asbestfasern eine erhöhte Sorgfalt notwendig. Sind Staubaufwirbelungen zu befürchten, so sind entsprechende Gegenmaßnahmen zu treffen. Die Probensubstanz braucht nur wenige Milligramm zu wiegen, muss jedoch repräsentativ sein. Die Analyse der Probensubstanz kann mittels
- Infrarotspektroskopie,
- Röntgendiffraktometrie,
- Phasenkontrastmikroskopie oder
- Rasterelektronenmikroskopie/Energiedispersive Röntgenspektroskopie

erfolgen.

### Messung in Staubablagerungen
Die Beprobung von potentiell asbesthaltigem Staub auf Oberflächen erfolgt durch sogenannte Kontaktproben, bei denen ein Medium mit adhäsiver Oberfläche auf die zu beprobende Stelle gedrückt wird. Die Analyse erfolgt im Anschluss mittels Rasterelektronenmikroskopie/energiedispersive Röntgenanalyse (REM/EDXA). Die Aufnahme der Faserstruktur erfolgt im Rasterelektronenmikroskop, die Klassifizierung anschließend mithilfe der durch energiedispersive Röntgenanalyse gewonnenen Röntgenspektren.

## Ersatzstoffe
Auf die Verwendung von Asbest kann durch entsprechende Ersatzstoffe nahezu vollständig verzichtet werden. Bei niedrigen und mittleren Temperaturen kann Asbest durch die weit weniger gesundheitsschädliche, zu den Mineralwollen zählende Glas- oder Steinwolle ersetzt werden. Allerdings müssen diese Materialien spezielle Anforderungen erfüllen, um in den Handel zu gelangen. Bei hohen Temperaturen können als Asbestersatzstoffe das natürliche Mineral Wollastonit oder aber verschiedene künstliche Keramikfasern verwendet werden. Wollastonitfasern werden beispielsweise innerhalb weniger Wochen im Körper vollständig abgebaut.
In Hitzeschutzbekleidung, Reibbelägen oder Dichtungen wird Asbest häufig durch verschiedene Faserformen (als Filamentgarn, Stapelfaser, Kurzschnitt und Pulpe) von Aramid ersetzt bzw. ergänzt.
Besonders oft wurde Asbest im Dachbau verwendet, da seine Fasern praktisch unbrennbar, reißfest, flexibel und sehr resistent sind. Eine umweltfreundliche Alternative zur Dacheindeckung stellt beispielsweise Schiefer oder Titanzink dar, auch Dachpfannen sind geeignet. Die Wahl des Materials für eine Neueindeckung ist jedoch auch von der Sparrenneigung abhängig. Ab einer Neigung von 15 Grad kann die Eindeckung mit Dachziegeln oder Pfannen erfolgen, für Schiefer müssen die Sparren mindestens 22 Grad geneigt sein. Für sehr flache Dächer ist Titanzink als Eindeckung geeignet, da man dieses Material bereits ab einer Neigung von 3 Grad verwenden kann. Reicht die Sparrenneigung nicht aus, können Aufstockungen, die zu einer höheren Dachneigung führen, Abhilfe schaffen. Die Sanierung von An- und Abschlüssen am Dach ist dagegen unproblematisch.
Keramikdrahtnetze ersetzten die Asbestdrahtnetze im Chemielabor.

## Fernsehdokumentationen
Am 15. August 2016 zeigte die ARD um 22.45 Uhr die 45-minütige Fernsehdokumentation Asbest – die tödliche Faser. Warum die Gefahr noch lange nicht vorbei ist von Sigrid Born und Nicole Würth (Saarländischer Rundfunk). Diese Sendung erhielt für 2015/2016 den 1. Preis des Wilhelm und Ingeborg Roloff-Preises der Deutschen Lungenstiftung.
Am 20. September 2022 wurde auf ARTE die 93-minütige Dokumentation Asbest, eine unendliche Geschichte veröffentlicht, die ausführlich die Geschichte der Verwendung von Asbest vorstellt und aufzeigt, in welchen Ländern Asbest bereits länger verboten ist, bzw. in welchen Ländern es weiterhin in großem Maßstab abgebaut und verwendet wird. Zu letzteren gehören heute vor allem Russland, Kasachstan und China.